# Santiago Salcedo
Santiago Salcedo (Asunción, Paraguai, 6 de setembre de 1981) és un futbolista paraguaià.
Va disputar 5 partits amb la selecció del Paraguai. Pel que fa a clubs, destacà a Lanús de l'Argentina, Club Atlético Banfield (cedit per Cerro Porteño), i des de 2016 al Club Libertad.